# Багаряк
Багаря́к — село в Каслинском районе Челябинской области.

## География
Расположено в 65 км к северо-востоку от райцентра, города Касли, в 25 км к северо-западу от железнодорожной станции Нижняя, на реке Багаряк (приток Синары). Со всех сторон село окружено сосновым бором.
Кроме основной территории село включает в себя местность на левом берегу реки Багаряк (село Чупрово) и небольшое поселение в 1 км вниз по течению реки (деревня Чертова).
В Багаряке — комплексное сельскохозяйственное предприятие «Багаряк», другие предприятия. Узел автодорог местного значения.

## История
Багаряк — одно из первых русских поселений на территории области, основано в 1688 году как Багарякская (Багаряцкая, Багарадская) слобода. Относилось к Екатеринбургскому уезду Пермской губернии.
В 1924—1959 гг. административный центр одноимённого района.
В 1962 г. в состав села была включена деревня Чертова.
В 1968 году в состав села включены деревни Рябково и Чупрова.
В селе родился Герой Советского Союза Егор Зелёнкин.

## Население
| Год                      | 1869 | 1904 |
| ------------------------ | ---- | ---- |
| Количество жителей, чел. | 876  | 3517 |

| 2002 | 2010  |
| ---- | ----- |
| 1827 | ↘1423 |

## Образование
В 1881 году на основании решения Екатеринбургского уездного земства в селе была открыта земская библиотека, которая в настоящее время носит название «Багарякский сельский филиал Централизованной библиотечной системы г. Касли и Каслинского района».
На территории села действуют МОУ «Багарякская средняя общеобразовательная школа» и МДОУ детский сад «Рябинка».

## Достопримечательности
На кладбище села находятся памятники истории
- могила умершего в селе бывшего советского дипкурьера И. А. Махмасталя (1891—1942)[10]
- братская могила воинов, умерших в госпитале села в годы Великой Отечественной войны 1941—1945 гг.[11].

В центре села находится памятник архитектуры усадьба Бураковых.
Вознесенская церковь (заложена в 1818 году) полуразрушена.
Пятиарочный мост через реку, сооружен в конце 19 века,1897-1899, цена 11 тыс. рублей.
Выше села по течению реки Багаряк обнаружены Багарякское ближнее и Багарякское дальнее городища.
К северо-западу от села скальный выступ причудливой формы на берегу реки Багаряк, известный под названием скала Львиная Голова. В окрестностях села также много пещер.